# Authorware

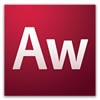
Adobe Authorware v7.0

Authorware – firma powstała w 1987 r., założona przez Michaela Allena, jak również projekt multimedialny opracowany przez tę firmę. Allen był współtwórcą PLATO Learning Management System (PLM) - systemu nauczania rozwijanego w latach 70. Firma Authorware połączyła się w 1992 r. MacroMind-Paracomp, tworząc firmę Macromedia. Macromedia została w roku 2005 zakupiona przez Adobe Systems.
System Authorware (rozumiany jako klasa oprogramowania) jest interpretowanym, graficznym językiem programowania opartym na diagramach i pozwalającym na łączenie w aplikacji tekstu, dźwięku, grafiki, animacji i filmów. 
Praca z systemami Authoware polega na tworzeniu diagramu ilustrującego strukturę aplikacji. Użytkownik może dodawać i zarządzać elementami tej aplikacji - dźwiękiem, grafiką, tekstem, a także dodawać elementy nawigacji, jak odsyłacze, przyciski i menu. Możliwe jest też używanie elementów programowania - zmiennych, funkcji i wyrażeń. Najczęściej wykorzystuje się je do tworzenia interaktywnych przewodników czy instrukcji, przez co są szczególnie przydatne zarówno w biznesie, jak i szeroko rozumianej edukacji, oszczędzając autorom kosztownych szkoleń.
Obecnie jednym z najpowszechniej używanych pakietów oprogramowania autorskiego jest Adobe Authoware, współpracujący z innymi aplikacjami tej firmy, jak Adobe Director.